# هماجگه
هماجگه، روستایی از توابع بخش مرکزی شهرستان ثلاث باباجانی در استان کرمانشاه ایران است.

## جمعیت
این روستا در دهستان خانه‌شور قرار دارد و براساس سرشماری مرکز آمار ایران در سال 1402، جمعیت آن 468 نفر (120خانوار) بوده‌است.